# Swedish Touring Car Championship 2001
Swedish Touring Car Championship 2001 var den sjätte säsongen av standardvagnsmästerskapet Swedish Touring Car Championship.
2001 blev ytterligare ett spännande år med mycket täta fighter. Till slut stod italienaren Roberto Colciago som segrare i en Audi. Privatcupen dominerades av ännu en Audiförare, nämligen Tobias Johansson, som med segern fick sitt stora genombrott. Tobias visade att man som privatförare kan vinna totalt med sin seger på Ring Knutstorp.

## Delsegrare
| Datum        | Bana                   | Vinnare          | Märke  | Vinnare              | Märke  |
| ------------ | ---------------------- | ---------------- | ------ | -------------------- | ------ |
| 6 maj        | Falkenberg             | Jens Edman       | Volvo  | Jens Edman           | Volvo  |
| 20 maj       | Mantorp Park           | Carl Rosenblad   | Nissan | Pontus Mörth         | Opel   |
| 4 juni       | Karlskoga Motorstadion | Tomas Nyström    | Nissan | Carl Rosenblad       | Nissan |
| 10 juni      | Jyllandsringen         | Roberto Colciago | Audi   | Roberto Colciago     | Audi   |
| 8 juli       | Falkenbergs Motorbana  | Jan Nilsson      | Volvo  | Tommy Kristoffersson | Audi   |
| 22 juli      | Ring Knutstorp         | Roberto Colciago | Audi   | Roberto Colciago     | Audi   |
| 5 augusti    | Arctic Circle Raceway  | Jens Edman       | Volvo  | Carl Rosenblad       | Nissan |
| 19 augusti   | Karlskoga Motorstadion | Roberto Colciago | Audi   | Jan Nilsson          | Volvo  |
| 2 september  | Ring Knutstorp         | Tobias Johansson | Audi   | Roberto Colciago     | Audi   |
| 16 september | Mantorp Park           | Carl Rosenblad   | Nissan | Roberto Colciago     | Audi   |

## Slutställning
| Plats | Förare               | Märke    | Poäng |
| ----- | -------------------- | -------- | ----- |
| 1     | Roberto Colciago     | Audi     | 192   |
| 2     | Jan Nilsson          | Volvo    | 157   |
| 3     | Jens Edman           | Volvo    | 154   |
| 4     | Tommy Kristoffersson | Audi     | 151   |
| 5     | Carl Rosenblad       | Nissan   | 139   |
| 6     | Pontus Mörth         | Opel     | 111   |
| 7     | Mattias Andersson    | Vauxhall | 94    |
| 8     | Tobias Johansson     | Audi     | 83    |
| 9     | Tomas Nyström        | Nissan   | 68    |
| 10    | Magnus Krokström     | Audi     | 49    |
| 11    | Niklas Lovén         | Vauxhall | 39    |
| 12    | Hubert Bergh         | Honda    | 37    |
| 13    | Jan Lindblom         | Volvo    | 28    |
| 14    | Tomas Engström       | Chrysler | 23    |
| 15    | Rickard Rydell       | Volvo    | 20    |